# Чеп, Ян
Ян Чеп (чеш. Jan Čep; 31 декабря 1902, Михловитц, в настоящее время в составе Литовеля, Оломоуцкий край — 25 января 1973, Париж) — чешский писатель, переводчик, журналист.

## Биография
Родился в Моравии, в большой крестьянской семье, сын столяра. Окончил философский факультет Карлова университета (1922—1926), где подружился с Вилемом Завадой. После университета сблизился с католической общиной Йозефа Флориана, работал как переводчик в его издательстве Праведный труд в городке Стара Ржише (район Йиглава). Затем вернулся в Прагу, где тоже работал в издательствах. Испытал влияние таких мыслителей-персоналистов, как Романо Гвардини, Жак Маритен, Габриэль Марсель. Дружил с Яном Заградничеком, Якубом Демлом, Эгоном Хостовским, Франтишеком Халасом, Бедржихом Фучиком, Франтишеком Грубином. С началом нацистской оккупации вернулся в родные места. Вел затворническую жизнь, время от времени посещая доминиканский монастырь в Оломоуце и переписываясь с Яном Заградничеком (в 1995—2000 их переписка вышла двумя томами). После войны вернулся в Прагу, работал в журнале Вышеград.
После прихода коммунистов к власти был в феврале 1948 исключен из Союза чешских писателей, в августе эмигрировал во Францию. Жил в Париже (1948—1951), затем в Мюнхене (1951-1954), работал комментатором на радио «Свободная Европа». В 1954 вернулся в Париж, женился на дочери известного французского литературного критика Шарля Дю Бо, существовал как свободный журналист. В 1965 году перенес инфаркт, оказался парализован.
Переводил произведения Рамю, Бернаноса, Стивенсона, Конрада, Мёрике, Ромуло Гальегоса и др.
Книги писателя с 1948 года были исключены из книжных магазинов и библиотек Чехословакии и вновь появились в них лишь на волне Пражской весны. При жизни писателя его сочинения на родном языке издавались в Германии, Италии, Швеции, США, переводились на немецкий. После 1991 книги Чепа широко публикуются на родине. Он был награждён Орденом Масарика (1991).

## Избранные произведения
- Два дома/ Dvojí domov (1926, новеллы)
- Золототысячник/ Zeměžluč (1931, новеллы)
- Троицын день/ Letnice (1932, новеллы)
- Дырявая шинель/ Děravý plášť (1934, новеллы)
- Граница тени/ Hranice stínu (1935, роман)
- Синяя и золотая/ Modrá a zlatá (1938, новеллы)
- Трава в поле/ Polní tráva, избранная проза (1946)
- Rozptýlené paprsky (1946, эссе)
- Цыгане/ Cikáni (1953, роман)
- Мир человеческий/ O lidský svět (1953, эссе)
- Монологи и беседы/ Samomluvy a rozhovory (1959, эссе)
- Странник на земле/ Poutník na zemi (1965, эссе)
- Сестра моя боязнь/ Sestra úzkost (1975, мемуары, посмертно)
- Наброски для госпожи Й./ Etudy pro paní J. (1986, роман, посмертно)